# 캐스팅 (스포츠)

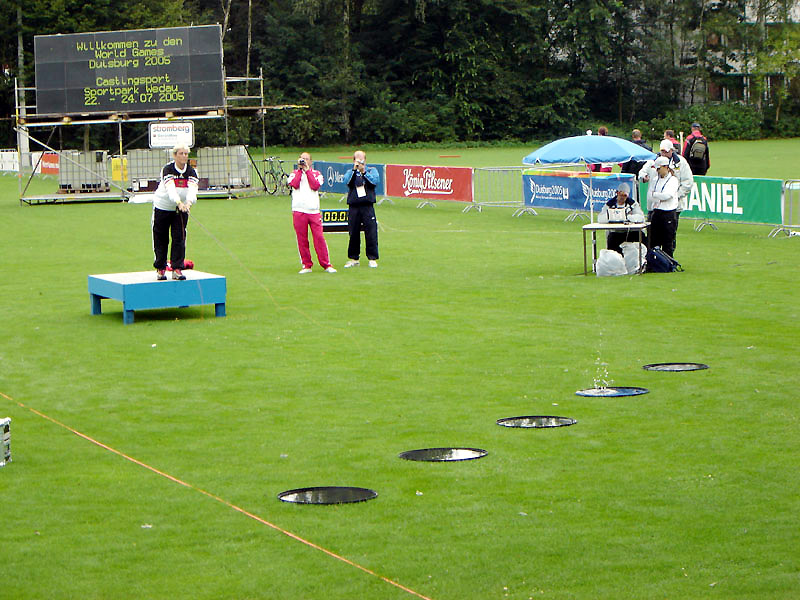
캐스팅

캐스팅(Casting)은 장대와 릴을 사용하여 포인트에 정확하게 던지고, 더 멀리 던지는 것을 목적으로 한 스포츠 경기이다. 세계 선수권은 1957년부터 시작되었다. 월드 게임 에서는, 제 1회 대회부터 실시되고 있다.

## 같이 보기
- 플라이 낚시